# Bridge Abutments
 (juin 2020).
Les Bridge Abutments sont quatre paires de culées d'anciens ponts situées dans le comté de Richland, en Caroline du Sud, aux États-Unis,. Protégées au sein du parc national de Congaree, elles sont inscrites au Registre national des lieux historiques depuis le 25 novembre 1996.